# Reichsstraße 10
Die Reichsstraße 10 (R 10) war bis 1945 eine Reichsstraße, die von der saarländischen Grenze bei Zweibrücken bis zur österreichischen Grenze bei Salzburg führte.
Nach der Eingliederung des Saarlandes im Jahre 1935 wurde diese Straße bis nach Homburg verlängert, wo sie in die Reichsstraße 40, die Frankfurt mit Saarbrücken verband, mündete.
Die ehemalige Reichsstraße 10 führte von Augsburg aus weiter über München, Ebersberg, Wasserburg am Inn und Traunstein bis nach Freilassing an der österreichischen Grenze. Später bekam der Streckenabschnitt östlich von München als Bundesstraße 304 eine eigenständige Nummer und wurde 1938 nach dem Anschluss Österreichs über Bad Ischl und Bad Aussee in die Steiermark fortgeführt. Zwischen Augsburg und München verliefen die Reichsstraßen R 2 und R 10 auf einer gemeinsamen Streckenführung über Fürstenfeldbruck.
Große Teile der Reichsstraße 10 sind heute die Bundesstraße 10.